# Felisburgo
Felisburgo este un oraș în Minas Gerais (MG), Brazilia.